# Gavia (fiume)
Il Gavia è un torrente delle Alpi Retiche.
Nasce a quota 2.609 m s.l.m. al Passo di Gavia, ai piedi del Corno dei Tre Signori, percorre la Val di Gavia e si immette nel torrente Frodolfo, affluente del fiume Adda, nella Valfurva. Il Gavia scorre interamente nel territorio del comune di Valfurva, in provincia di Sondrio.